# 1319 Disa
Az 1319 Disa (ideiglenes jelöléssel 1934 FO) a Naprendszer kisbolygóövében található aszteroida. Cyril Jackson fedezte fel 1934. március 19-én, Johannesburgban.